# Rio Ciunget (Dofteana)
O Rio Ciunget é um rio da Romênia, afluente do Dofteana, localizado no distrito de Bacău.